# Danh sách trường đại học ở Việt Nam đào tạo ngành Kỹ thuật vật liệu
Kỹ thuật vật liệu là một chuyên ngành kỹ thuật đang được đào tạo tại một số Trường Đại học ở Việt Nam như:
1. Trường Đại học Bách khoa Hà Nội
2. Học viện Kỹ thuật Quân sự
3. Trường Đại học Bách khoa, Đại học Đà Nẵng
4. Trường Đại học Bách khoa, Đại học Quốc gia Thành phố Hồ Chí Minh
5. Trường Đại học Kỹ thuật Công nghiệp, Đại học Thái Nguyên